# Kassa–Hidasnémeti-vasútvonal
Kassa–Hidasnémeti-vasútvonal egy egyvágányú villamosított vasútvonal a Hernád völgyében, nagyobb részben Szlovákiában, kisebb részben Magyarországon. Jelölése Szlovákiában: 169-es vonal.
Nemzetközi forgalomban a Budapest–Miskolc–Kassa viszonylatú „Rákóczi” és „Hernád” EuroCity közlekedik rajta.

## Története
1860. augusztus 14-én adta át a Tiszavidéki Vasúttársaság (TVV) a forgalomnak a Miskolc–Kassa-vasútvonalat, amelyet az 1920-as trianoni békeszerződés kettévágott. Tornyosnémeti megállóhely az alacsony kihasználtság és a forgalom gyorsítása miatt az 1960-as években megszűnt.
Három szakaszban villamosították:
- 1962. január 18.: Kassa–Bárca szakasz
- 1984. november 7.: Bárca–Hernádcsány szakasz
- 1997. június 5.: Hernádcsány–Hidasnémeti szakasz

Jelenlegi üzemeltetője a szlovákiai szakaszon a ŽSR, a magyar szakaszon a MÁV.

## Külső hivatkozások
- A Wikimédia Commons tartalmaz Kassa–Hidasnémeti-vasútvonal témájú kategóriát.
- Menetrend (2014) PDF – Zsr.sk
- A vasútvonal adatai – Vlaky.net (szlovákul)
- Miskolc–Hidasnémeti–Kassa – Vasútállomások.hu